# Лумис, Эндрю
Уильям Эндрю Лумис (15 июня 1892 — 25 мая 1959), более известный как Эндрю Лумис, — автор и преподаватель искусства. Его коммерческие работы занимали видное место в рекламе и журналах; однако Лумис наиболее известен как автор серии учебных книг по искусству, напечатанных в течение XX века. Спустя долгое время после его смерти реалистический стиль Лумиса продолжает оказывать влияние на популярных художников.

## Ранние годы
Уильям Эндрю Лумис родился 15 июня 1892 года в Сиракьюсе, штат Нью-Йорк. Лумис вырос в Зейнсвилле, штат Огайо, и большую часть своей трудовой жизни провел в Чикаго, штат Иллинойс. В 19 лет он учился в Лиге студентов-художников Нью-Йорка под руководством Джорджа Бриджмена и Фрэнка Дюмона. Затем Лумис вернулся в Чикаго, чтобы работать в художественной студии и учиться в Чикагском институте искусств.

## Карьера
После военной службы во время Первой мировой войны Лумис работал в нескольких рекламных агентствах, прежде чем открыть собственную студию в центре Чикаго в 1922 году. С того времени и до конца 1930-х годов Лумис создавал рекламные картины для многих крупных компаний, таких как Coca-Cola, Studebaker, Palmolive, Quaker Oats, Munsingwear и Kellogg’s. Он был официальным художником-портретистом пятерняшек Дионн, и он создал Джека и Бинго для обложки коробки Cracker Jack. В 1932 году Лумис создал картины для рекламы, в которых были представлены 3 мушкетера. Одной из этих картин был портрет химика компании Mars Фрэнсис Хердлингер. Хердлингер была одной из трех женщин-химиков, постоянно работавших с Форрестом Марсом-старшим над разработкой нового шоколадного батончика.
В 1930-х годах он преподавал в Американской академии искусств. Именно в это время его методы преподавания были использованы для его первой книги «Забава с карандашом» (1939).
Лумис собирался выпустить еще несколько книг в ближайшие десятилетия, в том числе одну из своих самых популярных, «Рисование фигур на все сто» (1943). Во многих книгах представлены его собственные методы, разработанные лично, такие как метод рисования головы «шар и плоскость», повествование сопровождалось юмористическим диалогом Лумиса. Многие из его работ приобрели большую популярность благодаря своей академической ценности. На протяжении XX века книги автора пережили несколько переизданий. Лумис умер в 1959 году, и его последняя книга «Глаз художника и элементы красоты» (1961) была напечатана посмертно.

## Влияние и наследие
Издательство Titan Books переиздавала книги Эндрю Лумиса в факсимильных изданиях в период с 2011 по 2013 год. До этого книги десятилетиями не печатались, и их можно было найти только в виде отрывков в издательстве Уолтера Фостера. Некоторые из книг Лумиса в настоящее время публикуются на японском языке через компанию Maar Sha Co., Ltd. Ранние гравюры стали очень востребованы коллекционерами, любителями искусства и художниками.